# Loyalton
Loyalton é a única cidade localizada no estado americano da Califórnia, no condado de Sierra. Foi incorporada em 21 de agosto de 1901.

## Geografia
De acordo com o United States Census Bureau, a cidade tem uma área de 0,9 km², onde todos os 0,9 km² estão cobertos por terra.

### Localidades na vizinhança
O diagrama seguinte representa as localidades num raio de 32 km ao redor de Loyalton.

## Demografia
Segundo o censo nacional de 2010, a sua população é de 769
habitantes e sua densidade populacional é de 824,76 hab/km². Possui 371 residências, que resulta em uma densidade de 397,90 residências/km².